# Camp Morand
El camp Morand fou un camp d'internament militar creat per França vora Ksar el Boukhari, a la colònia d'Àfrica del Nord francesa (actualment Algèria).
Hi eren concentrats en condicions difícils milers de refugiats espanyols que fugien de la guerra civil espanyola, ja que les autoritats franceses i la comunitat espanyola d'Orà malfiaven. En esclatar la Segona Guerra Mundial es va proposar als gairebé 5.000 espanyols que s'allistessin a la Legió Estrangera Francesa, cosa que van rebutjar majoritàriament. Aleshores foren reclutats per la força en el 8è Grup de Treballadors Estrangers, que comptava amb dotze companyies (CTE), cadascuna d'elles amb 250 homes.
Les condicions agreugen encara més per sota la França de Vichy qui va internar els opositors polítics. Posteriorment, durant la guerra d'Algèria, les autoritats franceses internaren els independentistes algerians, entre 1954 i 1962, en condicions espantoses.